# Scutellaria physocalyx
Scutellaria physocalyx là một loài thực vật có hoa trong họ Hoa môi. Loài này được Regel & Schmalh. ex Regel miêu tả khoa học đầu tiên năm 1882.